# Elezioni comunali a Mosca del 1999
Le elezioni comunali a Mosca del 1999 si tennero il 19 dicembre per l'elezione del sindaco.

## Risultati
| Candidati          | Liste                                                | Voti      | %     |
| ------------------ | ---------------------------------------------------- | --------- | ----- |
| Jurij Lužkov       | Patria - Tutta la Russia                             | 3.174.658 | 69,89 |
| Sergej Kirienko    | Unione delle Forze di Destra                         | 510.958   | 11,25 |
| Pavel Borodin      | Indipendente                                         | 273.026   | 6,01  |
| Evgenj Mart'inov   | Indipendente                                         | 128.404   | 2,83  |
| Dmitrj Vasil'ev    | Pamjat'                                              | 47.067    | 1,04  |
| Aleksej Mitrofanov | Indipendente (Partito Liberal-Democratico di Russia) | 27.528    | 0,61  |
| Vladimir Voronin   | Indipendente                                         | 18.564    | 0,41  |
| Vladimir Kiselev   | Indipendente                                         | 8.944     | 0,20  |
| Nessun candidato   | Nessun candidato                                     | 254.013   | 5,59  |
| Totale             | Totale                                               | 4.443.162 |       |
| Voti non validi    | Voti non validi                                      | 98.974    | 2,18  |
| Totale             | Totale                                               | 4.542.136 | 100   |